# Компанигандж (город, Силхет)
Компанигандж (бенг. কোম্পানীগঞ্জ, англ. Companiganj) — город на северо-востоке Бангладеш, административный центр одноимённого подокруга. Площадь города равна 9,21 км². По данным переписи 2001 года, в городе проживало 6365 человек, из которых мужчины составляли 54,12 %, женщины — соответственно 45,88 %. Плотность населения равнялась 691 чел. на 1 км². Уровень грамотности населения составлял 15,2 % (при среднем по Бангладеш показателе 43,1 %). 